# (31526) 1999 CW124
1999 CW124 (asteroide 31526) é um asteroide da cintura principal. Possui uma excentricidade de 0.05030700 e uma inclinação de 15.35150º.
Este asteroide foi descoberto no dia 11 de fevereiro de 1999 por LINEAR em Socorro.